# Bula Dourada da Sicília
A Bula Dourada da Sicília (em tcheco/checo:  Zlatá bula sicilská, em latim: Bulla Aurea Siciliæ) foi um decreto emitido por Frederico II, Sacro Imperador Romano na Basileia em 26 de setembro de 1212, que confirmou o título real obtido por Otacar I da Boêmia em 1198, declarando ele e seus herdeiros, Reis da Boêmia. A realeza significava o status excepcional da Boêmia dentro do Sacro Império Romano. 
O ancestral premislida de Otacar, Bratislau II, já havia sido elevado a rei da Boêmia pelo imperador Henrique IV em 1085 durante a dieta em Mainz. Ele foi coroado em Praga pelo arcebispo Egilberto de Tréveris no ano seguinte; o título, entretanto, não era hereditário e após sua morte em 1092, seu irmão Conrado I o sucedeu novamente como duque da Boêmia. Em 1158, o neto de Bratislau, Ladislau II, alcançou a realeza novamente, concedida pelo imperador Frederico I Barbarossa, a quem ele acompanhou em sua campanha italiana contra Milão, mas não conseguiu garantir a sucessão de seu filho mais velho, Frederico. Em setembro de 1198, o meio-irmão mais novo de Frederico, Otacar I, aproveitou a rivalidade entre Otão IV da Casa de Guelfo e o duque Hohenstaufen Filipe da Suábia, filho mais novo do imperador Frederico Barbarossa, que ambos haviam sido eleitos rei dos romanos. Recebeu o título real hereditário de Filipe por seu apoio e, manobrando entre os dois lados, obteve o reconhecimento de Otão IV e também do Papa Inocêncio III. Após o assassinato de Filipe e a proibição papal imposta a Otão IV em 1210, Otacar mudou novamente de lado, quando ele e vários príncipes em 1211 se reuniram em Nuremberga e elegeram o jovem descendente de Hohenstaufen, Frederico II alium imperatorem ("Outro Imperador"). Frederico, então rei da Sicília, partiu para sua coroação na Alemanha, chegando à Basileia em setembro de 1212. Lá, ele emitiu o Bula Dourada que confirmou a realeza de Otacar I e seus herdeiros na Boêmia. De acordo com a Bula Dourada da Sicília, as propriedades da Boêmia e da Morávia eram um constituinte autônomo e indivisível do Sacro Império Romano. O rei da Boêmia não estava mais sujeito à nomeação do imperador e só era obrigado a frequentar as dietas do Reichstag perto da fronteira com a Boêmia. Embora um súdito do Sacro Império Romano, o rei da Boêmia seria o primeiro príncipe-eleitor (Kurfürst) do Império e forneceria a todos os imperadores subsequentes uma guarda-costas de trezentos cavaleiros quando eles fossem a Roma para sua coroação. Por esse ato, Frederico II também declarou que ele e o Império darão a investidura para a Boêmia apenas a um governante aprovado pelo povo do país. Quando em 1346 o rei Carlos IV uniu em suas mãos o governo da Boêmia e da Alemanha, ele estabeleceu a Coroa da Boêmia, que permaneceu além da suserania do Império e não foi considerada estado imperial.
Como parte do 800.º aniversário da assinatura do documento, o documento foi colocado em exibição pública no Arquivo Nacional por quatro dias em setembro de 2012.